# Eleição municipal de Simões Filho em 2016
A eleição municipal de Simões Filho em 2016 foi realizada para eleger um prefeito, um vice-prefeito e 19 vereadores no município de Simões Filho, no estado brasileiro da Bahia. Foram eleitos Diógenes Tolentino de Oliveira (Movimento Democrático Brasileiro) e Sidney Serra Santana para os cargos de prefeito(a) e vice-prefeito(a), respectivamente. 
Seguindo a Constituição, os candidatos são eleitos para um mandato de quatro anos a se iniciar em 1º de janeiro de 2017. A decisão para os cargos da administração municipal, segundo o Tribunal Superior Eleitoral, contou com 79 514 eleitores aptos e 12 656 abstenções, de forma que 15.92% do eleitorado não compareceu às urnas naquele turno. 

## Resultados

### Eleição municipal de Simões Filho em 2016 para Prefeito
A eleição para prefeito contou com 4 candidatos em 2016: Jomar Dantas Pinheiro do Partido Social Democrático (2011), Diógenes Tolentino de Oliveira do Movimento Democrático Brasileiro (1980), Cezar Santos Pereira do Partido Republicano Brasileiro, Gilson Souza Silva do Partido Liberal (2006) que obtiveram, respectivamente, 16 619, 34 433, 5 281, 1 703 votos. O Tribunal Superior Eleitoral também contabilizou 15.92% de abstenções nesse turno. 
| Candidato(a)                         | Vice                                   | Coligação                            | Votos recebidos | Percentual |
| ------------------------------------ | -------------------------------------- | ------------------------------------ | --------------- | ---------- |
| Diógenes Tolentino de Oliveira (MDB) | Sidney Serra Santana                   | A Mudança Começa Agora               | 34433           | 59.33%     |
| Jomar Dantas Pinheiro (PSD)          | Denyson de Santana Santos              | A Força do Trabalho                  | 16619           | 28.64%     |
| Cezar Santos Pereira (PRB)           | Francisco Tourinho Corte Imperial Neto | Renovação de Verdade um Novo Tempo   | 5281            | 9.1%       |
| Gilson Souza Silva (PR)              | Jose Carlos Conceição                  | Partido da República (sem coligação) | 1703            | 2.93%      |

### Eleição municipal de Simões Filho em 2016 para Vereador
Na decisão para o cargo de vereador na eleição municipal de 2016, foram eleitos 19 vereadores com um total de 62 057 votos válidos. O Tribunal Superior Eleitoral contabilizou 1 723 votos em branco e 3 078 votos nulos. De um total de 79 514 eleitores aptos, 12 656 (15.92%) não compareceram às urnas .
| Nome                                 | Partido político                               | Coligação                          | Votos recebidos | Percentual |
| ------------------------------------ | ---------------------------------------------- | ---------------------------------- | --------------- | ---------- |
| Orlando Carvalho de Souza            | Partido da Social Democracia Brasileira (PSDB) | Tá na Hora de Mudar                | 1471            | 2.37%      |
| Kátia Cristina Cerqueira de Oliveira | Movimento Democrático Brasileiro (MDB)         | Para Mudar e Renovar               | 1464            | 2.36%      |
| Cleiton Aparecido dos Santos Alves   | Solidariedade (SD)                             | Liberta Simões Filho               | 1413            | 2.28%      |
| Jailson Soares Bispo                 | Progressistas (PP)                             | Com a Força do Povo                | 1384            | 2.23%      |
| Denilson das Neves Santos            | Partido Social Democrático (PSD)               | Por uma Nova Simoes Filho          | 1355            | 2.18%      |
| Everton Garcia Lima                  | Partido Social Democrático (PSD)               | Por uma Nova Simoes Filho          | 1276            | 2.06%      |
| Adailton Santos de Andrade           | Partido Republicano Progressista (PRP)         | Renovação de Verdade um Novo Tempo | 1268            | 2.04%      |
| José Arnoldo dos Santos Simões       | Partido Republicano Brasileiro (PRB)           | Renovação de Verdade um Novo Tempo | 1244            | 2%         |
| Manoel de Santana Conceição          | Partido Socialista Brasileiro (PSB)            | Para Simoes Filho Avançar          | 1225            | 1.97%      |
| Devaldo Soares de Souza              | Solidariedade (SD)                             | Liberta Simões Filho               | 1200            | 1.93%      |
| Alfredo Assis de Santana Neto        | Progressistas (PP)                             | Com a Força do Povo                | 1199            | 1.93%      |
| Paulo Laecio de Oliveira Valentim    | Partido Socialista Brasileiro (PSB)            | Para Simoes Filho Avançar          | 1094            | 1.76%      |
| Erivaldo Costa dos Santos            | Democratas (DEM)                               | Para Mudar e Renovar               | 1088            | 1.75%      |
| Manoel Almeida de Jesus              | Partido Social Democrático (PSD)               | Por uma Nova Simoes Filho          | 1075            | 1.73%      |
| Genivaldo Ferreira Lima              | Democratas (DEM)                               | Para Mudar e Renovar               | 942             | 1.52%      |
| Everaldo da Silva                    | Partido Republicano Progressista (PRP)         | Renovação de Verdade um Novo Tempo | 920             | 1.48%      |
| Erivaldo Canjirana dos Santos        | Partido Social Liberal (PSL)                   | Pra Continuar Crescendo            | 860             | 1.39%      |
| Elimario Santos Silva                | Partido da Social Democracia Brasileira (PSDB) | Tá na Hora de Mudar                | 859             | 1.38%      |
| Sandro Moreira Gonçalves             | Partido Social Liberal (PSL)                   | Pra Continuar Crescendo            | 745             | 1.2%       |